# ژاوی ناوارو
ژاوی ناوارو (انگلیسی: Javi Navarro؛ زادهٔ ۶ فوریهٔ ۱۹۷۴) یک بازیکن فوتبال اهل اسپانیا است.
وی همچنین در تیم ملی فوتبال اسپانیا بازی کرده است.